# José Rodolfo Pires Ribeiro
José Rodolfo Pires Ribeiro, més conegut com a Dodô, és un futbolista professional brasiler que juga com a lateral esquerre amb l'Atlético Mineiro.